# Stefania Sandrelliová

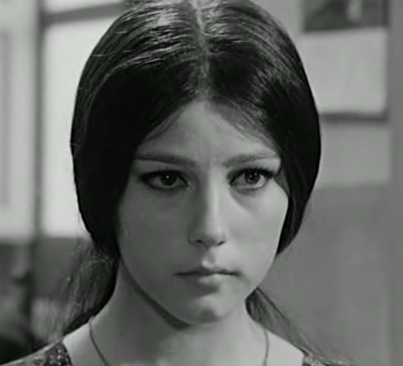
Ve filmu Svedená a opuštěná (1964)

Stefania Sandrelliová (* 5. června 1946 Viareggio) je italská filmová a televizní herečka.
Začínala jako modelka, v roce 1961 vyhrála v rodném Viareggiu soutěž Miss Cinema. Poté jí režisér Pietro Germi svěřil ve filmu Rozvod po italsku roli patnáctileté Angely, do níž se bezhlavě zamiluje její ženatý strýc, kterého hrál Marcello Mastroianni. Sandrelliová byla sexuálním symbolem italského filmu šedesátých let, dostávala však i vážnější role ve filmech jako Dvacáté století nebo Terasa.
Má dceru Amandu (* 1964) se zpěvákem Ginem Paolim a syna Vita (* 1972) z manželství s podnikatelem Nickym Pendem.

## Ocenění
- Stříbrná mušle (Mezinárodní filmový festival v San Sebastiánu) 1969
- Nastro d'Argento 1980, 1989, 1999, 2001, 2010
- David di Donatello 1989, 2001, 2002
- Zlatý lev za přínos světové kinematografii 2005
- Řád zásluh o Italskou republiku 2010
- Řád umění a literatury 2012

## Filmografie
- 1961 Rozvod po italsku
- 1964 Svedená a opuštěná
- 1965 Znal jsem ji dobře
- 1965 Sympatický dareba
- 1969 Zbojníkova milenka
- 1970 Konformista
- 1970 Brancaleone na křížové výpravě
- 1972 Alfréde, Alfréde!
- 1974 Zločin z lásky
- 1976 Dvacáté století
- 1979 Silnice Řím—Neapol neprůjezdná
- 1980 Terasa
- 1983 Klíč
- 1986 Jen aby to byla holčička
- 1987 Utonutí zakázáno
- 1987 Muž se zlatými brýlemi
- 1988 Mignon odjela
- 1989 Strýček za všechny peníze
- 1992 Šunka, šunka
- 1994 Dračí prsten
- 1996 Svůdná krása
- 2001 Poslední polibek
- 2004 Vidím ti to na očích
- 2010 Pašije